# Bokissa
Bokissa es una pequeña isla de Vanuatu, Pacífico Sur. Pertenece a la provincia de Sanma. 

## Geografía y población
Se encuentra a 10 km al sudeste de la isla Espíritu Santo, entre las de Aore y Tutuba. Mide 64 hectáreas, con vegetación espesa y rodeada de arrecifes de coral. Es propiedad de un centro turístico que lo gestiona para no dañar indebidamente el entorno natural. En 2009, su población era de 56 habitantes.